# 사가나카촌
사가나카촌(일본어: 相楽村)은 일본 교토부 소라쿠군에 설치되었던 촌이다.